# ماتياس غوميز
ماتياس غوميز (بالإسبانية: Matías Marcos Gómez)‏ هو لاعب كرة قدم أرجنتيني، ولد في 10 أغسطس 1998 في La Leonesa, Chaco ‏ في الأرجنتين. لعب مع جيمناسيا لابلاتا.

## وصلات خارجية
- ماتياس غوميز على موقع قاعدة بيانات كرة القدم.إي يو (الإنجليزية)
- ماتياس غوميز على موقع Soccerway.com (الإنجليزية)